# Picu Urriellu
El Picu Urriellu ['pi.kʊ‿u.'rje.ʎʊ]), conegut també amb el nom castellà de Naranjo de Bulnes, es un pic calcari d'origen en el Paleozoic. Està situat al Massís dels Urrieles dels Picos de Europa, a Astúries (Espanya). El seu nom original, Picu Urriellu, deriva de la rel «Ur» d'origen preromà, que fa referència a una elevació del terreny. Administrativament, el Picu Urriellu està situat en el municipi de Cabrales i dins del Parc Nacional de Picos de Europa.
Tot i que no es tracta del pic més alt de la Serralada Cantàbrica, pot ser considerat com un dels seus pics més conegut. Destaca des del punt de vista de l'escalada en grans parets, especialment pels seus 550 metres de paret vertical de la seva cara oest. A la seva base es troba la Vega de Urriellu, una vall glaciar del període Quaternari.

## Toponímia
La primera referència escrita del Pic Urriellu com a «Naranjo de Bulnes» és del geòleg alemany Guillem Schulz, que el 1855 edità el primer mapa topogràfic i geològic d'Astúries però la seva denominació no està clara i els habitants d'aquesta zona sempre es refereixen com a «Picu Urriellu».

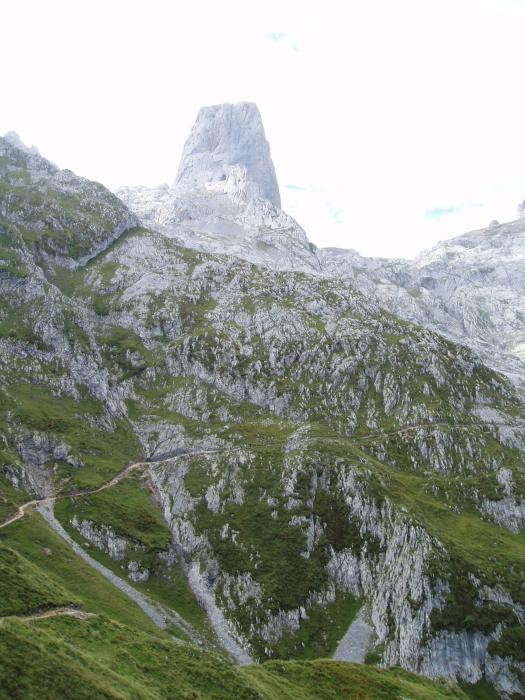
El pic, des del Collado Vallejo (2003).

## Primeres escalades
La primera escalada es va portar a terme per la seva cara nord el 5 d'agost de 1904 per part de Pedro Pidal y Bernaldo de Quirós, Marqués de Villaviciosa d'Astúries. El doctor en geologia i experimentat alpinista alemany Gustav Schulze portà a terme la segona ascensió, en solitari, el 1906.
.